# Maître du jeu (comics)
Pour les articles homonymes, voir Le Maître du jeu.
Le Maître du jeu (« Gamesmaster » en VO) est un super-vilain évoluant dans l'univers Marvel de la maison d'édition Marvel Comics. Créé par Whilce Portacio, le personnage de fiction apparait dans le comic book The Uncanny X-Men #283 en décembre 1991.

## Biographie du personnage
Recruté par le Club des Damnés, et plus particulièrement par Séléné pour arbitrer les Parvenus, le Maître du jeu s'aperçut que l'obsession de ces derniers pouvait momentanément lui permettre de se concentrer et d'empêcher les autres pensées d'arriver jusqu'à lui. Ainsi il devint le véritable dirigeant du groupe, à la suite de l'élimination de la Reine noire.
C'est lui qui accorda l'inscription de Graydon Creed, pourtant un non-mutant, et de Sienna Blaze. Il surveilla également le duo Fenris qui postula pour entrer dans le groupe.
Convaincu par Husk que le défi le plus important était de diriger les jeunes mutants et de les former, il arrêta toute compétition avec les Parvenus, et s'intéressa de plus près à cette nouvelle compétition, nouveau palliatif de ses problèmes télépathiques, qui le mettent aux prises avec le Professeur Xavier, Magnéto et d'autres leaders mutants.

## Pouvoirs et capacités
Le Maître du jeu est un mutant doté d'un immense pouvoir télépathique. Il perçoit à tout moment les pensées de tous les individus de la planète (« omnipathie »).
Peu de personnes peuvent y échapper, et seulement des super-héros protégés par leurs pouvoirs (notamment Speedball et Husk, quand elle utilise ses pouvoirs). Malheureusement, ce pouvoir presque sans limite n'est pas contrôlé par le Maître du jeu, car il ne peut ignorer les pensées ambiantes. Il est donc assailli constamment de toutes les pensées du genre humain. Pour y échapper, il doit se placer volontairement en catatonie.